# Leptoptilos crumenifer
Il marabù africano (Leptoptilos crumenifer  (Lesson, 1831)) è un uccello della famiglia Ciconiidae.

## Descrizione
Il marabù africano è un uccello di grandi dimensioni. Raggiunge circa il metro e mezzo di altezza e un peso che varia dai cinque ai nove chili. L'apertura alare è una delle più grandi tra gli uccelli terrestri raggiungendo quasi i tre metri. Il marabù ha le ali e la parte superiore del corpo color grigio-ardesia, a volte nero, mentre petto e ventre sono bianchi. Il collo e il capo sono privi di piume. Il becco è un grosso cuneo, tipico delle cicogne. Alla base del becco pende una sacca rossa che può arrivare anche ai 35 centimetri. I due sessi sono simili. Il marabù possiede un volo planato molto elegante e leggero che contrasta notevolmente con la sua camminata goffa e sgraziata.

## Distribuzione e habitat
L'areale di questo uccello è molto vasto e comprende tutta l'Africa subsahariana. Raramente lo si osserva anche in Spagna e in Palestina.
Il marabù africano vive sia nei luoghi aridi sia in ambienti acquatici. Lo si osserva frequentemente nei dintorni dei villaggi di pescatori, o vicino a porti e discariche di rifiuti.

## Biologia

### Alimentazione
Il marabù africano è principalmente un animale saprofago e, come gli avvoltoi, le iene e gli sciacalli viene attirato dalle carcasse di animali morti e dalle discariche. Il becco voluminoso serve per lacerare la carne putrefatta e la mancanza di piume su collo e capo gli evita il raggrumarsi del sangue e della carne. Benché abbia un ottimo olfatto, il marabù preferisce trovare le carcasse seguendo il volo degli avvoltoi con cui condivide i banchetti. Non è raro che si cibi anche di prede vive come rettili, pesci (che arriva a rubare ai pescatori) e grossi insetti. Compie anche razzie nelle colonie di fenicotteri in cerca di uova o pulcini.

### Riproduzione

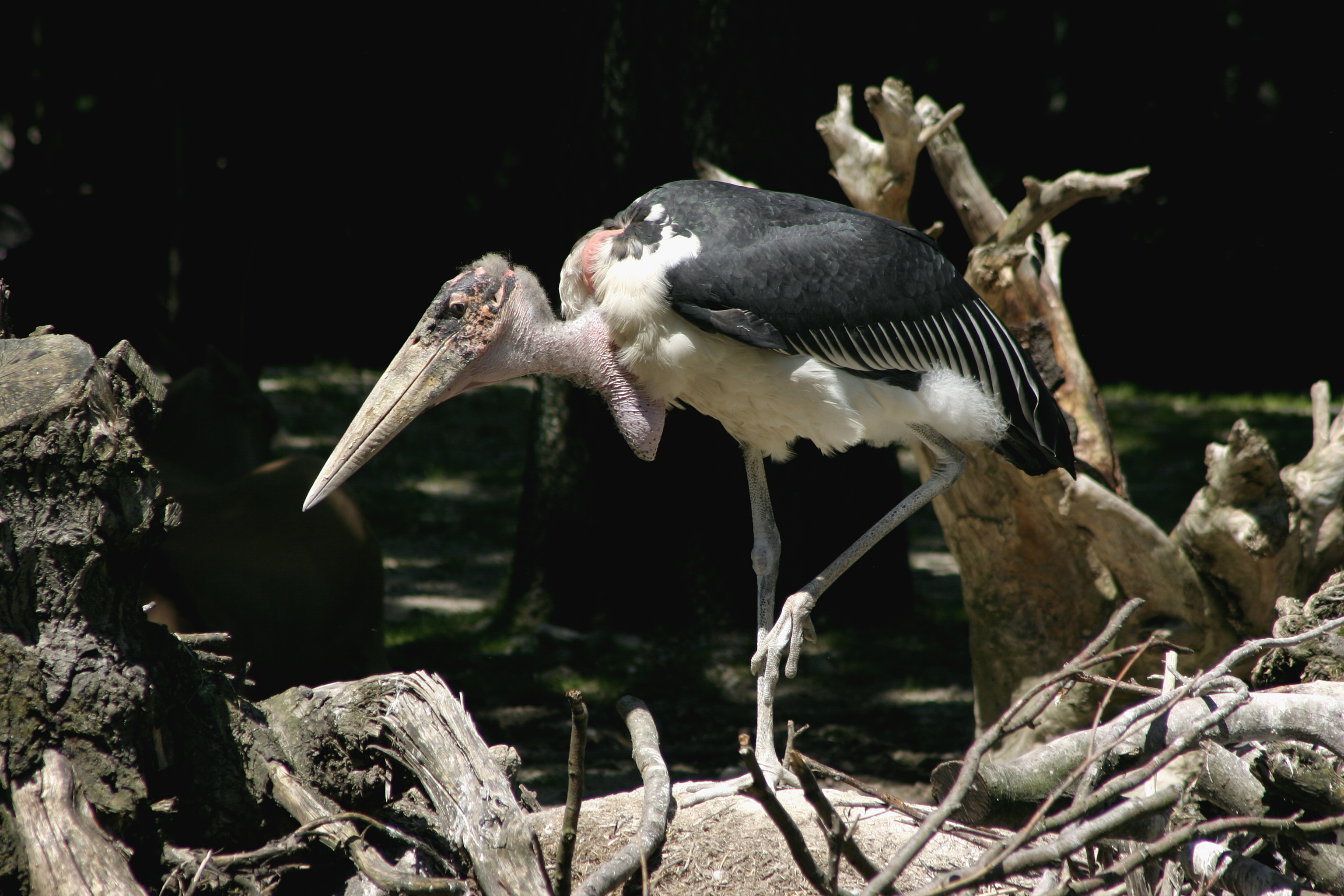

Il marabù è un uccello coloniale che raggiunge la maturità sessuale verso i quattro anni. Il corteggiamento consiste nel mostrare la sacca rossa sul collo e con questa produrre tipici suoni simili a grugniti e gracchiamenti, e nel sbattere il becco. Quando trova una compagna, le rimane fedele per la vita.
Il nido è un piccolo cesto di ramoscelli sotto cui vengono nascoste due o tre uova. Queste sono deposte durante la stagione secca, nei pressi dei corsi d'acqua o dei laghi, in modo che il basso livello delle acque faciliti la caccia delle piccole prede con cui verranno nutriti i piccoli.

## Il marabù nella letteratura
- Nel romanzo Tolleranza zero di Irvine Welsh il protagonista Roy Strang, all'interno del suo sogno comatoso, identifica nel marabù il male insensato che ha causato, e per questo gli dà la caccia.
- Nella novella Ferragus di Honoré de Balzac (contenuta in Storia dei tredici), nel primo capitolo, Madame Clemence Jules acquista presso una fioraia alcune piume di marabù per ornarsi i capelli.
- Nel memoir La mia Africa di Karen Blixen vengono citate le piume di questo splendido uccello, spesso regalate alla scrittrice dagli indigeni africani, insieme a pelli di leopardo, ghepardo, lucertola e serpente.

## Curiosità
Le piume della coda, dette appunto marabù, venivano usate nell'Ottocento per abbellire abiti da sera femminili e cappelli.